# Luca Hänni
Luca Hänni er en schweizisk sanger og sangskriver, som repræsenter Schweiz i Eurovision Song Contest 2019 med sangen She Got Me. Han vandt også den 9. sæson af Deutschland sucht den Superstar i 2012.